# Галларо, Джорджо Деметрио
Джорджо Деметрио Галларо (итал. Giorgio Demetrio Gallaro; род. 16 января 1948, Поццалло, Италия) — итало-албанский прелат и куриальный сановник. Епископ Пьяна-дельи-Альбанези с 31 марта 2015 по 25 февраля 2020. Секретарь Конгрегации по делам Восточных Церквей с 25 февраля 2020 по 5 июня 2022. Секретарь Дикастерии по делам Восточных Церквей с 5 июня 2022 по 15 февраля 2023. Титулярный архиепископ ad personam с 25 февраля 2020.

## Биография
Галларо родился в городе  Поццалло  16 января 1948 года.
После обучения в семинарии Ното, он переехал в Лос-Анджелес, где в 1972 году он был рукоположен в сан священника и служил в качестве приходского священника в различных приходах восточного обряда в Соединенных Штатах. В 1987 году он начал служить в греко-католической епархии города Ньютона.
В 2016 годe совершал богослужения в Русском католическом приходе св. Архангела Михаил на Манхеттене в Нью-Йорке.